# Рік Санторум
Річард Джон «Рік» Санторум (англ. Richard John «Rick» Santorum; нар. 10 травня 1958) — американський правник і політик. Народився в містечку Вінчестер, штат Вірджинія у родині американців італійського походження. Дитинство провів у західній Вірджинії, у містечку Батлері, Пенсільванія та в Іллінойсі. Навчався в коледжі і школі права Університету штату Пенсільванія. Після цього він став правником у Пітсбурзі.
Рік Санторум був депутатом від Пенсільванії у Палаті представників США з 1991 по 1995 рр. Внаслідок успішних для республіканців виборів 1994 року, він став депутатом Сенату США і пробув на цій посаді два терміни: з 1995 по 2007 рр. Як сенатор Санторум прославився дуже консервативними поглядами щодо абортів і одностатевих шлюбів.. Спроба Санторума обратися на третій термін до Сенату на виборах 2006 була невдалою — він програв Бобу Кейсі Молодшому. Після цього він працював оглядачем у аналітичному центрі на Фокс Ньюз.
У 2011 році Санторум взяв участь у праймеріз всередині Республіканської партії за право номінуватися на посаду Президента США. Його кампанія зосереджувалася, насамперед, на сімейних цінностях. У травні 2012 року він зняв свою кандидатуру на користь Мітта Ромні.
Рік Санторум є батьком семи дітей. Є римо-католиком за віросповіданням.